# مارشال ماير
مارشال ماير (بالإنجليزية: Marshall Meyer)‏ هو حاخام أمريكي، ولد في 25 مارس 1930 في بروكلين في الولايات المتحدة، وتوفي في 29 ديسمبر 1993 في نيويورك في الولايات المتحدة بسبب سرطان.